# 寺田一壽男
寺田 一壽男（てらだ いすお、1924年5月17日 - 2005年2月11日）は、北海道の元地方公務員・学校経営者。北海道生まれ。「寺田一寿男」とも表記される。
1947年北海道帝國大學農学部卒。同年、北海道庁入庁。その後、同庁企画部長、同庁生活環境部長、同庁総務部長を経て、1977年北海道副知事に就任（知事は堂垣内尚弘）。1983年北海道庁退官。同年、北海道信用保証協会会長（1995年（平成7年）まで）。1991年、東日本学園大学（現北海道医療大学）を運営する学校法人東日本学園大学の理事。1994年（平成6年）北海道拓殖銀行監査役（1997年（平成9年）まで）・北海道電力株式会社監査役（2003年（平成15年）まで）。1995年（平成7年）学校法人東日本学園理事長（2005年まで）。2005年、心不全のため80歳で死去。

## エピソード
堂垣内尚弘が体調を崩したため、理事長を辞任するにあたって、堂垣内の信任が厚かった寺田を後任とするよう指名したという。

## 受賞歴
- 勲三等旭日中綬章（1995年）
- 正五位（2005年）